# Fleischmann (modeltrein)

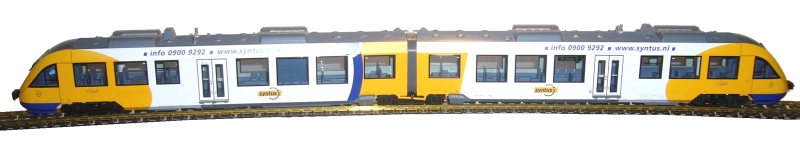
Een model van Fleischmann van de Syntus LINT, schaal H0

Het bedrijf Fleischmann GmbH und Co. was een speelgoedfabrikant te Neurenberg. Het produceerde vooral modeltreinen en toebehoren. Circa 20% werd geëxporteerd, naast Märklin was het een van de grotere merken. Anno 2015 verhandelt een zeer afgeslankt bedrijf nog modeltreinen onder het merk Fleischmann.

## Geschiedenis
De onderneming werd in 1887 opgericht door Jean Fleischmann. In het begin werd blikken speelgoed geproduceerd, zoals schepen, vliegtuigen, stoommachines. In 1949 bracht het bedrijf een modelspoortrein op de markt op schaal 0 (1:45). Nieuw hierbij was dat het 2-rail gelijkstroom was, tot die tijd werden modeltreinen uitgevoerd met een 3-rail stroomsysteem. De productie hiervan stopte in 1959 vanwege het succes van de schaal H0 (de helft kleiner, half-nul, 1:87) die in 1952 was geïntroduceerd. Fleischmann hanteerde in het begin echter de schaal 1:82 en later de overgangsschaal 1:85, waardoor veel modellen iets groter waren en zijn dan die van andere merken.
In 1967 bracht Fleischmann als eerste merk een model van een stoomlocomotief uit, de BR55, met aandrijving in de tender in plaats van in de locomotief, een concept dat door vele merken is gevolgd en dat Fleischmann decennia lang heeft gehanteerd. Nadat fabrikant Arnold in 1960 als eerste treinen in schaal N (1:160) in serie produceerde, volgde Fleischmann in 1969 met het Piccolo-assortiment.
Autoracebanen in schaal 1:32 kwamen in 1967 op de markt. Dit product zou worden gevoerd tot eind jaren tachtig. Van 1993 tot 2009 produceerde Fleischmann speciaal voor kinderen robuuste treinen in de schaal 0e (1:45) onder de naam Magic Train, die konden rijden op gewone H0-rails. De locomotieven en wagons waren (fantasie)modellen, lijkend op een industriebaan met een spoorwijdte van ongeveer 750 mm.

### Overname
In 2008 werd Fleischmann overgenomen door de firma Modelleisenbahn Holding GmbH die al eigenaar was van Roco. Het aantal medewerkers liep terug van 340 (2007) naar 180 (2010) naar 33 (eind 2015). De jaaromzet liep terug van 18,2 miljoen euro in 2009 naar 15 miljoen in 2014. De bedrijfsactiviteiten werden verplaatst naar Heilsbronn en Arad. De voormalige bedrijfspanden zijn nu woonhuizen.
In 2015 werd voor Fleischmann faillissement aangevraagd. Na overeenstemming met de schuldeisers konden overgebleven werknemers de verkoop van modeltreinen onder het merk Fleischmann zelfstandig voortzetten. In 2019 stopte Fleischmann met het aanbieden van modellen in schaal H0 (1:87), er worden uitsluitend nog modellen in schaal N (1:160) op de markt gebracht.

## Assortiment
Fleischmann had drie maten modelbanen in haar assortiment:
- 0e (schaal 1:45) onder de naam "Magic Train" (productie gestopt in 2009)
- H0 (schaal 1:87, en nog enkele wagons in de overgangsschaal 1:85) (productie gestopt in 2019)
- N (schaal 1:160) onder de naam "Piccolo"

Voor alle spoorwijdten voerde Fleischmann een volledig assortiment van locomotieven, rijtuigen, rails, seinen en toebehoren.

## Digitaal
In 1989 presenteerde Fleischmann een systeem waarbij meerdere treinen konden worden bestuurd: "Fleischmann-FMZ". Het product sloeg niet aan, onder andere omdat alleen met treinen van Fleischmann zelf gewerkt kon worden. Om dit bezwaar te ondervangen bracht het bedrijf de Twin-decoder en het Twin-center op de markt. Deze werken met Digital Command Control (DCC), waarmee ook treinen van andere leveranciers kunnen worden bediend.